# Comment voler un million de dollars
Pour plus de détails, voir Fiche technique et Distribution.
Comment voler un million de dollars (How to Steal a Million) est un film américain réalisé par William Wyler et sorti en 1966.

## Synopsis
Monsieur Grammont, le directeur du musée parisien Kléber-Lafayette, prépare sa prochaine exposition. Il demande à un collectionneur français réputé, Charles Bonnet, de lui prêter la fameuse statuette Vénus, œuvre du célèbre sculpteur Cellini. Charles Bonnet la confie au musée au grand dam de sa fille Nicole lorsqu'elle apprend que la « Vénus de Cellini » va être expertisée, car c’est un faux, jadis exécuté par son grand-père. Elle est seule à savoir que son père, artiste plutôt illuminé, comme son grand-père, est un faussaire de génie. Sa solution pour que la supercherie ne soit pas découverte : voler la Vénus au musée. Nicole sollicite alors l’aide de Simon Dermott, un cambrioleur qu’elle a surpris chez elle sans toutefois le dénoncer, et pour cause : en fin connaisseur, il examinait attentivement un Van Gogh, une « œuvre » de son père.
Simon élabore alors un plan pour déjouer la sécurité mise en place autour de la statuette estimée à un million de dollars. Ils se cachent dans le musée lors de la fermeture, et déclenchent l'alarme en retournant se cacher à chaque fois. Les gardiens et la police fouillent le musée à chaque fois sans les découvrir. Après la deuxième alerte, le directeur de la sécurité, irrité, décide de débrancher l'alarme. Les cambrioleurs prennent alors possession de la statuette en toute tranquillité.
Les Bonnet sont ainsi soulagés que la statuette ne passe pas l'examen d'un expert, Simon Dermott donne la Vénus à un collectionneur, et révèle être en fin de compte non pas un cambrioleur, mais un expert en sécurité des musées, en criminologie, et en détection de faux. Simon et Nicole commencent une relation amoureuse, mais Simon ayant découvert les talents de faussaire de Charles, il lui demande d'arrêter son trafic pour éviter d'avoir à l'arrêter.

## Fiche technique
- Titre original : How to Steal a Million
- Titre français : Comment voler un million de dollars
- Réalisation : William Wyler
- Assistants-réalisation : Paul Feyder, Robert Swink
- Scénario : Harry Kurnitz d'après la nouvelle de George Bradshaw (en), Venus Rising du recueil Practice to Deceive[1] (Éditions Rupert Hart-Davis Ltd, Londres 1962)
- Décors : Alexandre Trauner
- Costumes : Hubert de Givenchy
- Maquillages : Alberto De Rossi, Freddie Williamson
- Coiffures : Alexandre, Grazia De Rossi
- Photographie : Charles Lang
- Son : Joseph de Bretagne, David Dockendorf
- Montage : Robert Swink
- Musique : John Williams
- Photographe de plateau : Vincent Rossell
- Affiche : Robert McGinnis
- Producteur : Fred Kohlmar
- Directeur de production : William Kaplan
- Sociétés de production : Twentieth Century Fox, World Wide Productions
- Sociétés de distribution : Twentieth Century Fox (distributeur d'origine), Lost Films
- Pays d'origine :  États-Unis
- Langue originale : anglais
- Format : 35 mm — couleur par DeLuxe — 2.35:1 Panavision — son monophonique (Westrex Recording System)
- Genre : comédie
- Durée : 123 minutes
- Dates de sortie :
  - États-Unis : 13 juillet 1966
  - France : 31 août 1966[2]
- (fr) Classifications CNC : tous publics, Art et Essai (visa d'exploitation no 32218 délivré le 24 août 1966)
- Affiche : Raymond Elseviers (Belgique)

## Distribution
- Audrey Hepburn (VF : Janine Freson) : Nicole Bonnet
- Peter O'Toole (VF : Jean-Claude Michel) : Simon Dermott
- Hugh Griffith (VF : Jean-Henri Chambois) : Charles Bonnet, le père faussaire de Nicole
- Eli Wallach (VF : Philippe Dumat) : Davis Leland, milliardaire américain obsédé par la Vénus
- Jacques Marin (VF : Lui-même) : le gardien-chef du musée
- Charles Boyer (VF : Lui-même) : le maître Bernard de Solnay
- Fernand Gravey (VF : Lui-même) : monsieur Grammont, le directeur du musée
- Marcel Dalio (VF : Lui-même) : señor Paravideo
- Roger Tréville (VF : Lui-même) : le commissaire-priseur
- Moustache : le gardien « porté sur la bouteille »
- Jacques Ramade : un autre gardien
- Pierre Mirat : un gardien
- Edward Malin : l'employé des assurances
- Bert Bertram : Marcel, le majordome des Bonnet

## Tournage
- Année prises de vue : 1965
- Intérieurs : studios de Boulogne (Boulogne-Billancourt)
- Extérieurs : Paris

## Autour du film
- Il s'agit du troisième et dernier film de William Wyler avec Audrey Hepburn, après Vacances romaines (1953), la comédie romantique qui a révélé Audrey, aux côtés de Gregory Peck, et La Rumeur (1961), drame dans lequel elle partage l'affiche avec Shirley MacLaine[3].
- Dans le film argentin Heroic Losers, les héros s'inspirent du scénario du film pour "récupérer" l'argent qu'un avocat leur a subtilisé, en déclenchant l'alarme à de multiples reprises pour l'inciter à en désactiver la batterie.